# Sdé Eliahou
Sdé Eliahou (Hébreu: שְׂדֵה אֵלִיָּהוּ, lit. le champ d'Eliahou) est un kibboutz religieux dans le nord d'Israël, situé à 5 kilomètres au sud de la ville de Beth Shéan, dans la région appelée vallée des Sources. Il fait partie du Mouvement des Kibboutz Religieux, qui prône un judaïsme socialiste qui voit dans l'égalité, la solidarité et le don de soi des valeurs religieuses nécessaires.

## Histoire
Sdé Eliahou a été créé le 8 mai 1939 par un groupe de jeunes juifs allemands pendant l'opération Tour et Palissade. Il a été nommé Eliahou à la mémoire du rabbin Eliahou Guttmacher qui a vécu au XIXe siècle en Allemagne et était l'un des rabbins qui ont soutenu le sionisme à ses débuts. Avec Sdé Eliahou furent créés d'autres kibboutz religieux dans la région: Ein HaNatziv, Shluhot et Tirat Zvi. L'école régionale pour les enfants de ces kibboutz se trouve à Sdé Eliahou. Après le premier noyau de jeunes juifs d'origine allemande, arrivèrent au kibboutz des italiens, puis plus tard des français et des américains puis d'autres immigrants du monde entier. En 2007 il y avait environ 800 personnes et 150 familles à Sdé Eliahou.

## Économie
Le kibboutz produit des dattes, du raisin, des épices et bien d'autres produits agricoles. Il s'est spécialisé dans l'agriculture Bio avec son usine principale BioBee. Sdé Eliahou a la particularité de fonctionner encore aujourd'hui comme un vrai kibboutz, avec l'idée du partage et la vie en collectivité.
Il est possible de se joindre au kibboutz comme volontaire ou d'y faire un oulpan d'hébreu.

## Liens Externes
- Official website
- BioBee
- Oulpan de Sdé Eliahou
- Visiter Sdé Eliahou